# Нолън (окръг, Тексас)
Окръг Нолън (на английски: Nolan County) е окръг в щата Тексас, Съединени американски щати. Площта му е 2367 km², а населението - 15 802 души (2000). Административен център е град Суийтуотър.